# Célestine Ketcha Courtès
Célestine Ketcha Courtès (Maroua, 13 de octubre de 1964) es una política y empresaria camerunesa, desde enero de 2019 ministra de Hábitat y Desarrollo Humano de Camerún en el gobierno de Joseph Dion Ngute. Fue alcaldesa de Bangangté de 2007 al 1 de marzo de 2019 cuando su puesto en la alcaldía a su adjunto, para dedicarse plenamente al ministerio. Desde 2015 preside la Red de Mujeres Electas Locales de África (en francés, Réseau des Femmes Elues Locales d'Afrique (REFELA) y en noviembre de 2018 fue reelegida para un segundo mandato. En 2017 firmó una carta pública junto a Ada Colau (Barcelona), Anne Hidalgo (París), Mónica Fein (Rosario, Argentina) exigiendo a la Comisión de Estadística de la ONU que desarrolle indicadores globales para hacer seguimiento de la proporción de mujeres que ocupan cargos electos en el ámbito local.

## Biografía
Célestine Ketcha nació el 13 de octubre de 1964 en Maroua, en la región norte de Camerún. Su padre, fue policía de Bangangté desde 1912 hasta 1943. Murió cuando ella tenía 14 años. Su madre, Pauline Wamen Ketcha militante en el Movimiento Democrático del Pueblo Camerunés le trasladó su pasión por la política. 
Para escapar de un matrimonio que su abuelo había arreglado, se mudó a Foumban antes de regresar a la escuela secundaria de Manengouba, donde completó un bachillerato alemán. Estudió en Francia gestión y marketing pero los abandonará para regresar a su país. Posteriormente obtuvo un BTS en técnicas comerciales ESSEC en Douala. Tiene doble nacionalidad (Francia y Camerún), lo que le valió las críticas de los opositores políticos.
Ketcha empezó a trabajar como ejecutiva de ventas en la cementera de Camerún (Cimencam) filial del grupo francés Lafarge. Se unió al Movimiento Democrático Popular de Camerún debido a su admiración por el presidente Paul Biya y se convirtió en presidenta de la organización de mujeres OFRDPC.
En 2005 impulsó un negocio con otros socios africanos llamado Queen Fish Cameroon especializado en la exportación y distribución de pescado. También posee una explotación agrícola de varias hectáreas en Sanki a 15 kilómetros de Bangangté. Tras disputas con sus socios se centra en la política En julio de 2011 su primo, accionista de una empresa similar, presentó una demanda alegando irregularidades en su negocio. Fue condenada a un año de prisión y posteriormente indultada por el Tribunal de Distrito de Wouri tras ser declarada culpable de falsificación y abuso de activos y créditos sociales. También fue condenada a pagar una multa de 15 millones de francos CFA . El 8 de enero de 2015, el Tribunal de Apelación confirmó la adjudicación del tribunal de distrito, pero redujo la sentencia a una multa de 167,100 Cfa y nueve meses de detención. El caso fue apelado ante el Tribunal Supremo .

### Alcaldía de Bangangté (2007 - 2019)
En 2007 fue elegida alcaldesa de la comuna de Bangangté en la división Ndé de la Región Oeste y reelegida en 2013. El 1 de marzo de 2019 cedió la alcaldía a su adjunto para dedicarse por completo al ministerio. También se desempeñó como Vicepresidenta de la Asociación para la Ayuda y el Desarrollo Municipal, Presidenta de Panthère du Ndé y Embajadora de África francófona en los Grupos de Trabajo de la Unión Europea sobre la Estructura del Diálogo sobre la Ayuda.
Se ha enfrentado a críticas de su liderazgo y también ha recibido los elogios como modelo de liderazgo en África en la lucha por la igualdad.
Después de la muerte de su madre, creó una fundación caritativa en su memoria llamada "La Case à la Table Ouverte de Maman Pauline". En junio de 2014, recibió el Premio al Servicio Público de las Naciones Unidas en una ceremonia en Seúl por su trabajo humanitario para un proyecto destinado a proporcionar agua potable a todos los habitantes de Bangangté, cumpliendo los Objetivos de Desarrollo del Milenio.
En abril de 2015, fue una de las tres nominadas al Premio José Eduardo dos Santos por los Premios al Alcalde de África, en categoría de ciudades pequeñas.
En enero de 2016, recibió una delegación de la Embajada de Estados Unidos encabezada por la Oficial de Asuntos Culturales Merlyn Schultz, quien la felicitó por su "liderazgo ejemplar". En 2016 fue una de las cien alcaldesas y alcaldes invitados por el Secretario General de las Naciones Unidas, Ban Ki-moon, para contribuir a una nueva agenda urbana antes de la Cumbre de Hábitat III en Quito . También participó en la Conferencia de las Naciones Unidas sobre el Cambio Climático 2016 en Marruecos .

### Red de Mujeres Electas Locales de África
El 1 de diciembre de 2015, asumió la presidencia de la Red de Mujeres Electas Locales de África, en francés Réseau des femmes élues locales d'Afrique (conocida como REFELA sustituyendo a la mauritana Fatimatou Abdel Malick, la primera mujer alcaldesa de su país. La red, creada en Tánger en marzo de 2011, reúne a electas en cargos de gobiernos locales.  Anteriormente había presidido la subregión de África Central y había creado estructuras en Chad, Gabón, República Democrática del Congo y República Centroafricana. En noviembre de 2018 fue reelegida para el cargo.
El 8 de marzo de 2017 firmó un artículo con Ada Colau (Barcelona), Anne Hidalgo (París), Mónica Fein (Rosario, Argentina) publicado en el diario El País reclamando más mujeres al frente de los municipios y exigiendo a la Comisión de Estadística de la ONU que desarrolle indicadores globales para hacer seguimiento de la proporción de mujeres que ocupan cargos electos en el ámbito local, ya que actualmente no existen estos datos.
Ketcha es próxima a Anne Hidalgo, alcaldesa de París.

### Ministra de Hábitat y Desarrollo Humano (2019)
El 4 de enero de 2019 asumió el ministerio de Hábitat y Desarrollo Humano nombrada por el presidente Paul Biya en sustitución de Jean-Claude Mbwentchou quien estuvo nueve años en el cargo.

## Vida personal
Está casada y tiene dos hijas. Courtès es el apellido del marido. Habla francés, inglés y alemán.

## Premios y honores
- Caballero de la Orden Nacional del Mérito Deportivo (una de las dos mujeres que recibió este premio junto con la atleta camerunesa Françoise Mbango Etone[3][5]
- Caballero de la Orden Nacional del Valor, 2015[3][5]
- Premios de la Administración Pública de las Naciones Unidas, 2014[11]